# Escambia megye (Florida)
Escambia megye az Amerikai Egyesült Államokban, azon belül Florida államban található. Megyeszékhelye és legnagyobb városa Pensacola. Lakosainak száma 321 905 fő (2020. április 1.). Escambia megye Escambia, Santa Rosa és Baldwin megyékkel határos.

## Népesség
A megye népességének változása:
| Lakosok száma | 298 068 | 299 459 | 303 615 | 305 817 | 311 003 | 321 905 |
|               | 2010    | 2011    | 2012    | 2013    | 2015    | 2020    |